# Cantando por un sueño
Cantando por un sueño es un reality show creado por la empresa mexicana Televisa, que se convirtió en una franquicia de distribución internacional. Consiste en un concurso de canto basado en un programa llamado Bailando por un sueño (que deriva de Strictly come dancing de origen inglés y transmitido en 2004 por la British Broadcasting Corporation). La primera versión fue realizada en México el 8 de enero de 2006, tras el éxito obtenido, Televisa exportó el formato de su versión a varios países de Latinoamérica.
El concurso consiste en una competencia de canto que une como parejas a personalidades del medio del espectáculo con personas desconocidas; con un jurado que califica la realización de cada presentación y las llamadas del público, se eliminan cada semana parejas. En el formato inicial, el desconocido competía por alcanzar el triunfo y con este la realización de su «sueño».

## Concepto
Se trata de una competencia entre parejas, cada una integrada por un concursante o "soñador" junto a un famoso o "héroe" y un "maestro" o "coach", los cuales participan en un certamen de canto con el propósito de alcanzar un sueño o causa conjunto de índole personal o humanitaria.
En la primera, segunda y tercera temporada, los soñadores provienen de distintos lugares del país, para alcanzar su sueño anhelado.
En la cuarta y última temporada, intitulada "Reyes de la canción", se enfrentan los mejores equipos de la primera, segunda y tercera temporada por un premio especial.

## Mecánica del programa
Semanalmente, las parejas se presentan en las galas para demostrar sus habilidades en el canto, siendo evaluados por 4 jurados, uno de ellos da el voto secreto, que permanece oculto hasta el final de cada gala. El puntaje otorgado por cada miembro del jurado, incluido el voto secreto, se suman para obtener el puntaje final de cada pareja en cada gala.
Las dos parejas que sumen el menor puntaje en la gala quedan automáticamente sentenciados y se enfrentarán en duelo en la gala siguiente, sometiéndose a la votación del público a través de llamadas telefónicas y/o mensajes de texto (SMS). El equipo con la menor votación queda eliminado de la competencia.
En la gran final se enfrentarán las dos últimas parejas que sigan en competencia y el público elegirá mediante sus llamadas telefónicas y/o mensajes de texto (SMS) a los ganadores.

## Motivos de expulsión de los concursantes
- Cualquier acuerdo que pretenda modificar el resultado de la contienda. Es decir, ser denunciado o sorprendido intentando sobornar al jurado o a un miembro de la Producción.

- Consumir sustancias que estimulen un aumento artificial de la capacidad física.

- Asumir un comportamiento agresivo dentro de la contienda y fuera de ella, además del uso de un lenguaje verbal o corporal impropio que atente contra la moral y buenas costumbres.

- No presentarse en alguno de los programas o acumular constantes retrasos en cualquiera de las actividades programadas por la Producción.

- Cualquier agresión física o verbal contra cualquier miembro de la Producción, compañero de equipo, adversario, famoso, jurado, público asistente, televidente y/o personas en general.

- Expresar públicamente comentarios o críticas negativas que atenten contra la imagen de la Producción y/o la empresa de televisión que organiza el certamen.

- Cualquier desplazamiento o traslado no contemplado dentro del itinerario diseñado por la Producción. El participante asume completamente, además, cualquier extravío, consecuencia o accidente provocado por esas acciones.

## Cantando por un sueño en el mundo
| País        | Nombre / Web oficial              | Canal de Televisión | Conducción | Edición/ Año / Ganadores |
| ----------- | --------------------------------- | ------------------- | --- | --- |
| Argentina   | Cantando por un sueño Web oficial | El Trece            | Marcelo Tinelli (2006-2007) José María Listorti y Denise Dumas (2011) José María Listorti (2012) Ángel de Brito y Laura Fernández (2020) | 1ª Edición, 2006: Iliana Calabró 2ª Edición, 2007: Miguel Fernández 3ª Edición, 2011: Patricio Giménez 4ª Edición, 2012: Fabio Moli 5ª Edición, 2020: Agustín Sierra |
| Chile       | Cantando por un sueño Web oficial | Canal 13            | Vivi Kreutzberger | 1ª Edición, 2007: Catherine Barriga |
| Bolivia     | Cantando por un sueño Web oficial | Red UNO             | Carlos Rocabado y Laura Lafaye | 1ª Edición, 2016: En Emisión |
| Colombia    | Atrévete A Cantar Web oficial     | RCN                 | Marbelle y Jaime Mayol | 1ª edición, 2013: Desconocido |
| Costa Rica  | Cantando por un sueño             | Teletica            | Edgar Silva | 1.ª edición, 2008: Pamela Alfaro |
| Ecuador     | Cantando por un Sueño             | Gama TV             | Yuli Maiocchi | 1ª edición, 2007: Jhonatan Luna |
| El Salvador | Cantando por un sueño Web oficial | TCS                 | Luciana Sandoval | 1ª edición, 2008: Daniela Hernández 2ª edición, 2010: Kennya Padrón                                                                                                  |
| México      | Cantando por un sueño Web oficial | Televisa            | Adal Ramones Liza Echeverría Alessandra Rosaldo                                                                                          | 1.ª edición, 2006: Sheyla Tadeo 2.ª edición, 2006: Raquel Bigorra 3ª edición, 2006: Rocío Banquells                                                                  |
| México      | Reyes de la canción Web oficial   | Televisa            | Adal Ramones Liza Echeverría Alessandra Rosaldo                                                                                          | 2006: Mujeres: Sheyla Tadeo Hombres: Francisco Castillo |
| Panamá      | Cantando por un sueño Web oficial | Telemetro           | Karen Chalmers | 1.ª edición, 2011: Óscar Ramos 2.ª edición, 2012: "El Almirante" |
| Paraguay    | Cantando por un Sueño             | Telefuturo          | Dani Da Rosa | 1.ª edición, 2007: Alicia Ramírez 2.ª edición, 2007: Dani Di Flores 3.ª edición, 2021:                                                                               |